# Salonul Auto de la Paris

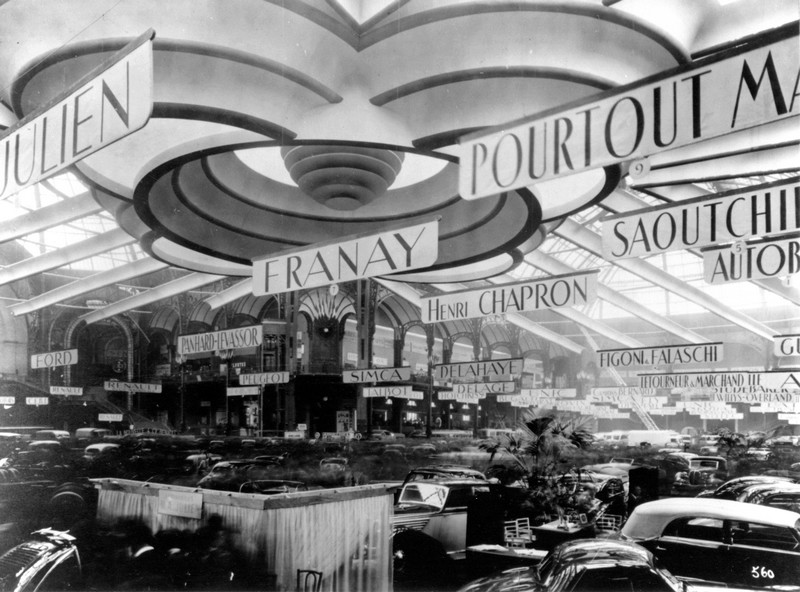
Salon de l'Automobile de Paris, ediția din 1946

Salonul Auto de la Paris (în franceză Mondial de l'Automobile) este un salon auto bienal din Paris. Desfășurat în luna octombrie, acesta este unul dintre cele mai importante expoziții auto, de multe ori cu multe debuturi de mașini de producție și concepte. Spectacolul are loc în prezent la Paris Expo Porte de Versailles.

## Istoric
Spectacolul a fost primul salon auto din lume, început în 1898 de pionierul industriei, Jules-Albert de Dion. După 1910, acesta a fost organizat la Grand Palais din Champs-Élysées.
În timpul Primului Război Mondial, saloanele auto au fost suspendate, ceea ce înseamnă că spectacolul din octombrie 1919 a fost doar „al 15-lea Salon.”

## Ediții
- Salonul Auto de la Paris 2022
- Salonul Auto de la Paris 2024